# Efferia pulchripes
Efferia pulchripes är en tvåvingeart som först beskrevs av Stanley Willard Bromley 1928.  Efferia pulchripes ingår i släktet Efferia och familjen rovflugor.
Artens utbredningsområde är Bolivia. Inga underarter finns listade i Catalogue of Life.